# Federal de Bachigualato International Airport
Federal de Bachigualato International Airport är en flygplats i Mexiko.   Den ligger i kommunen Culiacán och delstaten Sinaloa, i den västra delen av landet, 1 000 km nordväst om huvudstaden Mexico City. Federal de Bachigualato International Airport ligger 32 meter över havet.
Terrängen runt Federal de Bachigualato International Airport är platt. Runt Federal de Bachigualato International Airport är det ganska tätbefolkat, med 155 invånare per kvadratkilometer. Närmaste större samhälle är Culiacán, 9,2 km öster om Federal de Bachigualato International Airport. Trakten runt Federal de Bachigualato International Airport består till största delen av jordbruksmark.